# Bedford MW
Als Bedford MW wird eine Typengruppe leichter Lastkraftwagen der Marke Bedford des britischen Herstellers Vauxhall Motors bezeichnet, die zu Beginn des Zweiten Weltkriegs für die britischen Streitkräfte entwickelt wurde und bis in die 1950er Jahre hinein gefertigt wurde.

## Entwicklung
Das britische War Office lud im Jahr 1935 die britischen Fahrzeughersteller im Rahmen einer Ausschreibung ein, mit ihren Prototypen eines leichten Militärlastkraftwagen mit einer Nutzlast von 15 cwt (760 kg) und in der normalen Antriebsformel 4x2 an einer Vergleichsfahrt und Erprobung in North-Wales teilzunehmen. Die Unternehmen sammelten mit ihren Modellen bei diesen Veranstaltungen Erfahrungen und bekamen Anregungen von den Verantwortlichen auf der Seite des Militärs und des War Office.
Bedford überarbeitete den 1935 Fahrzeugentwurf, indem ein größerer Kühler und eine größere Bereifung für die Vergleichsfahrt des Jahres 1936 verbaut wurden. Das War Office war noch nicht zufrieden mit dem Entwurf und für die Vergleichsfahrt 1937 veränderte Bedford das Fahrgestell um eine höhere Bodenfreiheit zu erreichen. Zusätzlich wurde das Kühlsystem des Motors überarbeitet.
Es entstand der neue Prototyp Bedford WD-1 mit der verlangten Nutzlast von 15 cwt. Das Fahrzeuge erfüllte im Test von 1937 die Anforderungen, doch 1938 kam noch ein leistungsgesteigerter, neuer 72-PS-Motor hinzu.

## Technische Beschreibung
Der Bedford MW war mit der 4x2-Antriebsformel seines Fahrwerks nicht als Geländefahrzeug entwickelt worden, doch das geringe Eigengewicht, der kurze Radstand in Verbindung mit einem für seine Zeit leistungsstarken Motor verliehen dem Fahrzeug gute Fahreigenschaften. Positiv wirkten sich der niedrige Fahrzeugschwerpunkt und die gute Beschleunigung des Fahrzeugs aus.
Verbaut war ein 72 PS starker Bedford-Sechszylinder-Ottomotor mit 3,5 Liter Hubraum, der mit einem Viergang-Getriebe kombiniert war.
Als Militärfahrzeug verzichtete man über die ganze Fertigungszeit über eine vollständig geschlossene Fahrerkabine. Während die ersten Fahrzeuge nur eine klappbare Windschutzscheibe und ein Planenverdeck für Fahrerhaus und Pritsche hatten, gab es ab 1943 zumindest eine umschlossene Kabine mit Segeltuchdach und Plexiglas-Steckfenstern.
Hintergrund der sehr großen und markanten Motorhaube war die ursprüngliche Anforderung einen besonders großen Luftfilter im Motorraum unterzubringen, was aber bei der späteren Serienproduktion nie genutzt wurde.

## Produktion
Zwischen 1939 und 1945 produzierte Bedford über 66.000 Fahrzeuge dieses Typs.

## Einsatz

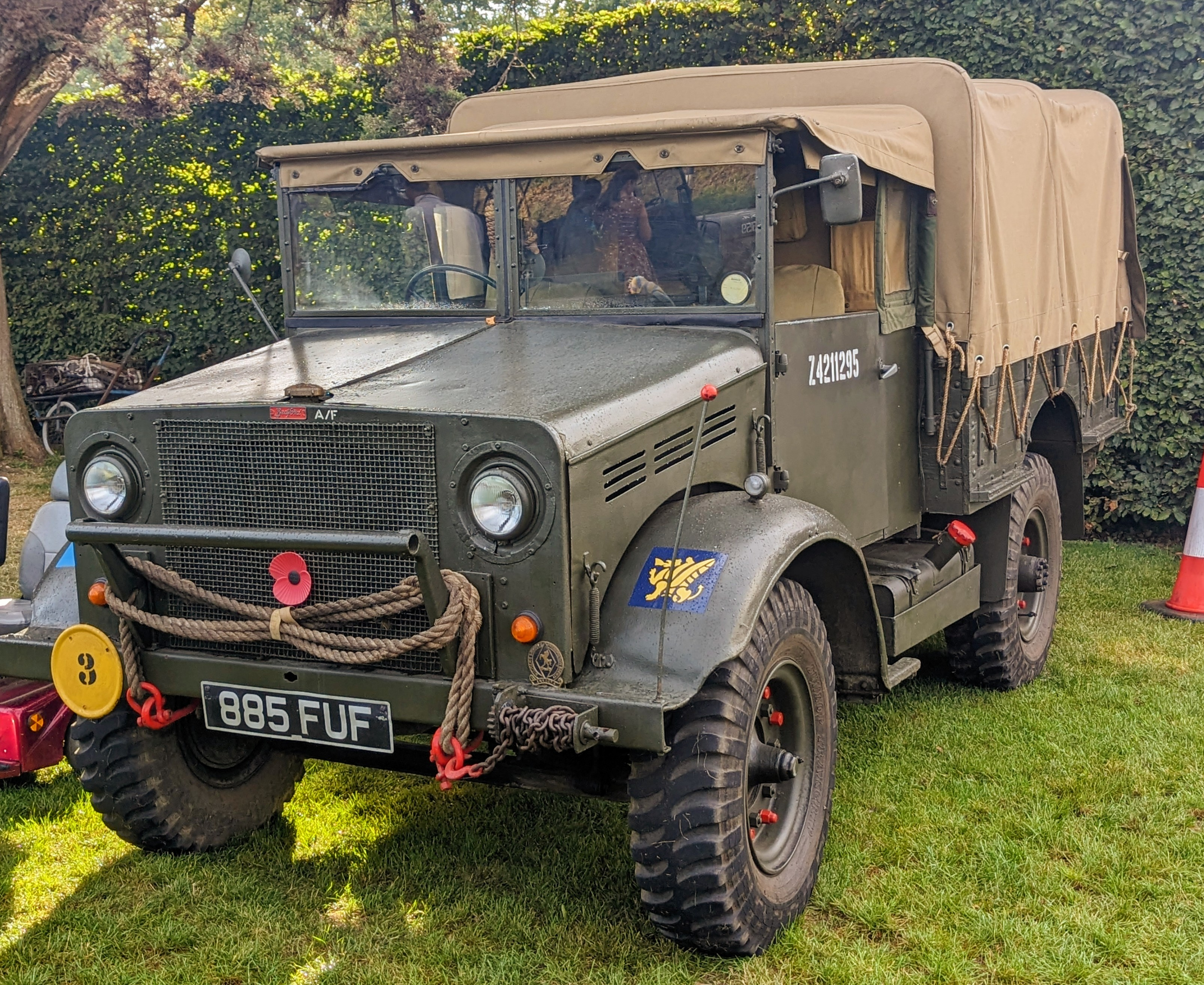
Bedford MWD 1942

Der ursprüngliche Gedanke des War Office war, die modernen Infanteriebataillone mit einem Fahrzeug auszurüsten, welches die typischen Lasten eines solchen Verbandes an der Front und auf logistischer Versorgungsebene bedienen konnte. Dieses Fahrzeug sollte Lebensmittel und Wasser für die Soldaten transportieren, die Waffenwerkstatt transportieren, leichte Geschütze bewegen und auch Funktechnik transportieren können. Aus diesem Grund wurden die MW in verschiedenen technischen Varianten gefertigt:
- Bedford MWD – General Standard - Standardlastkraftwagen mit einer 1,8 × 1,8 m großen Ladefläche als „Arbeitstier“ des Infanteriebataillon
- Bedford MWC – Water Truck – Wassertank-Kraftwagen
- Bedford MWT – Gun Tractor - Zugmaschine für leichte Flak
- Bedford MWG – Gun Portee - Waffenträger für 2prd-AT Gun oder 20-mm-Flak Oerlikon
- Bedford MWR – Radio Van – Funkwagen
- Bedford MWV – Funkwagen der Royal Air Force
- Bedford Maschinery „K-Light“ - Werkstattwagen mit Schweißgerät

Nachdem zunächst überwiegend Verbände der British Army ausgerüstet worden waren, gingen im weiteren Kriegsverlauf auch an die Royal Air Force, die Royal Navy, Regierungsstellen und Bedford-Kunden in Übersee Fahrzeuge.